# Miha Zarabec
Miha Zarabec, född 12 oktober 1991, är en slovensk handbollsspelare (mittnia. Han spelar sedan 2023 för Wisła Płock.
Zarabec tävlade för Slovenien vid OS 2016 i Rio de Janeiro. Han var en del av Sloveniens lag som blev utslagna i kvartsfinalen mot Danmark i herrarnas turnering.

## Klubbar
- RK Trimo Trebnje (2008–2012)
- RK Maribor Branik (2012–2014)
- RK Celje (2014–2017)
- THW Kiel (2017–2023)
- Wisła Płock (2023–)